# Souma (Koutougou)
Pour les articles homonymes, voir Souma.
Souma est un village situé dans le département de Koutougou, dans la province du Soum, région du Sahel, au Burkina Faso.